# Operation Demetrius
Operation Demetrius var en internering i Nordirland som genomfördes av brittisk militär och polisstyrkan Royal Ulster Constabulary. Operationen började på morgonen den 9 augusti 1971 och involverade fängslande av personer som troddes vara medlemmar i paramilitära grupper utan rättegång. Militären dödade 10 personer och fängslade 342 personer, vilket ledde till stora protester runt om i landet.